# Бона Станчева
Вижте пояснителната страница за други личности с името Бона.
Бона Симеонова Станчева, по баща Ганева Витанова, е българска революционерка. Известна е с прозвището Бяла Бона.

## Биография
През 1830 г. в Търново. Баща ѝ Ганьо Витанов участва във Велчовата завера (1835). Учи при вуйчо си Н. Симитя. От баща си наследява голяма странноприемница, известна като Бониния хан. Там укрива революционери, пренася тайна кореспонденция, събира пари и секретни сведения.
Синът ѝ Николай Българов става кмет на Шумен и е депутат в Учредителното събрание в Търново през 1879 г.
Бона Стначева умира през 1900 г. в Търново.